# Campoplex elongator
Campoplex elongator là một loài tò vò trong họ Ichneumonidae.